# 東京カランコロン
東京カランコロン（とうきょうカランコロン）は、日本の5人組ロックバンド。2007年に結成、2020年に解散。

## 概要
2007年に結成され、2009年5月より現メンバー編成にて活動を開始する。2010年6月にディスクユニオンにて自主制作音源（2ndデモCD）を発表すると、インディーズチャートにて連続で1位を獲得。さらに、自主制作音源がTOWER RECORDSのプッシュアイテム『タワレコメン』に選出され、全国展開が決定する。同年10月には初の全国流通盤となる『東京カランコロンe.t.』をリリースし、12月に初の自主企画ライブ「ワンマ ソ」を行う。その後2012年までインディーズシーンでミニアルバム、シングル2枚を発表し、ライブ活動も精力的に展開。8月にavex traxよりメジャーデビュー盤となるミニアルバム『ゆらめき☆ロマンティック』をリリース。さらに9月に東京・渋谷CLUB QUATTROでワンマンライブ「ワンマ ん2012」を開催する。

### バンド名
バンド名を決めたのは2008年くらい。バンド名の由来は、京雑貨ブランドの「カランコロン京都」（スーベニール株式会社）。「カランコロン」という言葉にお洒落でかわいらしいイメージを持っていたことと、その当時のメンバーに東京出身がいなかったために逆に「東京」と名乗るのがおもしろいなと思ったことから。

### 楽曲制作
曲はみんなで作るがメロディは大体いちろーが作っており、彼が持つ世界をいかにみんなで共有できるかということを大切にしている。いちろーが強くイニシアチブを握って作る曲もあれば、最初から曲の完成形が彼の頭の中にあるということもある。その一方で、みんなの意見をどんどん取り入れていくパターンもあり、メンバー全員の音を反映させるためにほかのバンドに比べてはるかに長い時間をアレンジにかけ、細かいことを延々と話し合ったりする。

## メンバー

### メンバー
いちろー（ボーカル・ギター担当）
本名：安達 一郎。大分県出身。
高校の頃から音楽をやろうと思っていて、大学のバンドサークルに入って有能な人材やバンドメンバー、自作曲を歌ってくれる歌い手を探そうと思って上京した。その頃ファンだった椎名林檎をきっかけに、そのバックの演奏やアレンジを行っていた亀田誠治に興味を持つ。彼のように曲作りもベース演奏もプロデュースも全部やりたいと思い、女性シンガーを探したりもした。現在もプレイヤーやシンガーというよりもプロデューサー的な感覚でバンドを運営している。
ルーツにあるのは80年代後半から90年代の歌謡曲やJ-POPで、バンドを立ち上げる時はビートルズばかり聴いていた。
20代の中盤くらいの時にサラリーマンをやっていた。
せんせい（ボーカル・キーボード担当）
本名：日本松 ひとみ。1984年11月30日生まれ、大阪府出身、血液型A型、身長:162cm。
当初はサポートメンバーとしてカランコロンに加入。
おいたん（ギター担当）
本名：及川 晃治。
音楽は周囲が聴いていたものを普通に聴いていた。高校時代はTHEE MICHELLE GUN ELEPHANTやBLANKEY JET CITYを聴き、大学ではTHEE MICHELLE GUN ELEPHANTのコピーをしていた。
佐藤全部（さとう ぜんぶ、ベース担当）
かみむー氏（かみむーし、ドラム担当）
本名：上村 竜也。

### メンバーと担当楽器の変遷
以下、詳細はバンドのブログ「東京カランコロン日記」より。

#### 第1期（2007年10月 - 2008年12月）
メンバー
- いちろー（安達一郎）：ヴォーカル・ギター
- おいたん（及川晃治）：ギター・コーラス
- りんりん（林真人）：ベース・コーラス
- いちたく（市川）：ドラム・コーラス

サポート
- あおむし（せんせい/日本松ひとみ）：キーボード・コーラス[注 2]

いちろーを中心に同じ大学のサークル仲間である、おいたん、りんりん、いちたくにより結成。メンバー全員が仕事をしていたため、月に一度ライブをやるかやらないかという位でマイペースに趣味として行っていた。

#### 第2期（2009年1月 - 2009年5月）
メンバー
- いちろー（安達一郎）：ヴォーカル・ギター・ベース
- おいたん（及川晃治）：ギター・コーラス

サポート
- あおむし（せんせい/日本松ひとみ）：キーボード・コーラス
- 高垣空斗：ベース
- ウマコシ：ドラム
- 氏名不詳（サークルの後輩）：ドラム

りんりん、いちたくが脱退。以後サポートベース、ドラムを交え、ライヴ活動を続ける。自主制作『1stデモCD』録音。この時ベース、ドラムがいなかったため、ベースはいちろー、ドラムはサークルの後輩が演奏。

#### 第3期（2009年5月 - 2020年12月）
メンバー
- いちろー（安達一郎）：ヴォーカル・ギター
- せんせい（日本松ひとみ）：ヴォーカル・キーボード・コーラス・鈴
- おいたん（及川晃治）：ギター・コーラス
- 佐藤全部：ベース
- かみむー氏（上村竜也）：ドラム

せんせい、佐藤、かみむー氏が正式加入。自主制作『2ndデモCD』以降の作品を録音。

## 来歴
- 2007年
  - 10月 - いちろー（安達一郎）を中心に法政大学のサークル仲間である、おいたん（及川晃治）、りんりん（林真人）、いちたく（市川）により結成。その後せんせい（日本松ひとみ）がサポートとして参加。
- 2008年
  - 3月 - 都内ライヴハウスにてライヴ活動開始。
  - 12月 - りんりん、いちたくが脱退。以後サポートベース、ドラムを交え、ライヴ活動を続ける。
- 2009年
  - 5月 - せんせい、佐藤全部、かみむー氏（上村竜也）が正式加入。現メンバーで初ライブを行う。
  - 6月 - 自主制作『1stデモCD』発表。
- 2010年
  - 5月 - 自主制作『2ndデモCD』発表。
  - 10月 - 『東京カランコロンe.t.』を初の全国リリース。
- 2011年
  - 5月 - 『あなた色のプリンセス』発表。
- 2012年
  - 8月 - avex traxから、メジャーデビューミニアルバム『ゆらめき☆ロマンティック』を発表。リード曲となる「泣き虫ファイター」の作詞は元チャットモンチーの高橋久美子である。
  - 11月 - ミニアルバム『きらめき☆ドラマティック』を発表。
- 2013年
  - 2月13日 - メジャー初のフルアルバム『We are 東京カランコロン』を発表。
  - 7月10日 - 3rdシングル「16のbeat」発売。
  - 11月27日 - アルバム『5人のエンターテイナー』を発表。
- 2014年
  - 3月 - Kis-My-Ft2のシングル「光のシグナル」にせんせいが作詞提供。
  - 5月14日 - 4thシングル「恋のマシンガン」を発表。
  - 7月16日 - 5thシングル「笑うドッペルゲンガー」と、初のLIVE DVD『ワンマ んツアー2014 ファイナルZepp DiverCity』を同日発売。
  - 7月24日-29日 - 東京カランコロン 場違いツアー2014「クラブでワンマ ん」を、名古屋、大阪、東京のクラブで３公演開催。
- 2015年
  - 1月14日 - アルバム『UTUTU』 を発表。
  - 6月10日 - 4thシングル「スパイス」を発表。
  - 東名阪ホール公演を含む「ワンマ んツアー2015」を開催。
- 2016年
  - 1月20日 - 2枚組フルアルバム『noon/moom』を発表。
  - リリースツアーとして「ワンマ んツアー2016」全10公演が行われた。ファイナルを日比谷野外音楽堂で開催。
- 2017年
  - 2月1日 - shibuya eggmanのレーベル「murffin discs」内に発足した新ロックレーベル「TALTO」から、ワンコインシングル「トーキョーダイブ」を発表。
  - 5月3日 - シングル「ビビディバビディ」を発表。
  - 8月 - 東京・大阪にてニューアルバム全曲披露フリーライブを開催。
  - 10月4日 - アルバム『東京カランコロン01』を発表。
- 2018年
  - 10月3日 - ミニアルバム『わすれものグルービィ』を発表。
- 2019年
  - 9月4日 - ミニアルバム『Melodrive』を発表。
- 2020年
  - 2月21日 - この年5～6月に開催するツアー「ラストのワンマ ん」をもって解散することを発表[9]。しかしこのツアーはコロナ禍の影響で開催が見送られた。
  - 10月25日 - 開催が見送られていたツアー「ラストのワンマ ん」を中止し、12月23日に行う配信ライブをもって解散することを発表[10]。
  - 12月23日 - 無観客配信ライブ「ラストのワンマ ん」を開催し、解散[11]。

## ディスコグラフィ

### 自主制作
1. 『1stデモCD』（2009年6月 第2期）
  1. アンダスタンドできません
  2. ヴァージニアだったっけ？
  3. コンプレックスのシンデレラ
  4. アクは灰汁と書くらしい
2. 『2ndデモCD』（2010年5月 第3期）
  1. マドモアゼルと呼んでくれ
  2. ノッピキならない存在感
  3. アクは灰汁と書くらしい（new style）
  4. デスクの上のミッチャン
  5. 永遠の19才です

## タイアップ一覧
| 起用年 | 曲名                           | タイアップ                                                                         |
| ------ | ------------------------------ | ---------------------------------------------------------------------------------- |
| 2011年 | 少女ジャンプ                   | TOKYO FM『RADIO DRAGON』10月度エンディングテーマ                                   |
| 2012年 | ロンリーナイト・フォーリンラブ | テレビ朝日系ドラマ『ガールズトーク〜十人のシスターたち〜』テーマソング             |
| 2013年 | いっせーの、せ！               | 富山テレビ『bbt music selection』エンディングテーマ                                |
| 2013年 | 走れ、牧場を                   | MBS『ロケみつ ザ・ワールド』11月度エンディングテーマ                               |
| 2013年 | 言え言え言え                   | テレビ朝日系『GO!オスカル!X21』エンディングテーマ                                  |
| 2013年 | 指でキスしよう                 | dTV・BeeTV配信ムービーコミック『好きっていいなよ。』主題歌                         |
| 2014年 | 恋のマシンガン                 | TBS系『ギャンブル・ザ・ワールド』エンディングテーマ                                |
| 2014年 | 走れ、ナニワを                 | FM802ランニングサークル「FUNKY JOGGERZ」応援ソング                                 |
| 2015年 | 夢かウツツか                   | 東海テレビ・フジテレビ系 昼ドラ『花嫁のれん』第4シリーズ エンディングテーマ        |
| 2015年 | ヒールに願いを                 | 日本テレビ系『PON!』1月エンディングテーマ                                          |
| 2015年 | スパイス                       | MBS・TBS系アニメ『食戟のソーマ』前期エンディングテーマ                             |
| 2016年 | ひなげし                       | 映画『スプリング、ハズ、カム』主題歌                                               |
| 2017年 | トーキョーダイブ               | テレビ東京系『ゴットタン』2月度エンディングテーマ                                  |
| 2018年 | ロケッティア                   | さくらんぼテレビ『えがお さく❀さく❀』キャンペーンソング                            |
| 2018年 | ユートピア                     | テレビ朝日系『ピンポイント業界史』エンディングテーマ                               |
| 2019年 | リトルミスサンシャイン         | テレビ東京系『じっくり聞いタロウ〜スター近況（秘）報告〜』10月度エンディングテーマ |
| 2019年 | リトルミスサンシャイン         | 日野自動車 アニメーション動画『あの日の心をとらえて』テーマソング                  |

## ヘビーローテーション/パワープレイ

### テレビ
| 起用年 | 曲名           | ヘビーローテーション/パワープレイ              |
| ------ | -------------- | ---------------------------------------------- |
| 2013年 | 16のbeat       | スペースシャワーTV ミドルローテーション「it!」 |
| 2013年 | 16のbeat       | 長崎国際テレビ『AIR』7月度Catch Up!            |
| 2013年 | 指でキスしよう | スペースシャワーTV ミドルローテーション「it!」 |
| 2014年 | 恋のマシンガン | スペースシャワーTV ミドルローテーション「it!」 |

## 主なライブ

### ワンマンライブ・主催イベント
- 2011年 - ワンマソ感謝祭〜屋上だよ全員集合!〜
- 2011年 - 東京カランコロン presents あなプリツアー
- 2012年 - ワンマ ん2012
- 2012年 - 東京カランコロン 2nd mini album「きらめき☆ドラマティック」発売記念 アコースティックライブ
- 2012年12月13日 - ワンマ ソ Vol.4 〜Wレコ発 東京編〜
  - w/SAKANAMON
- 2013年 - 〜We are 東京カランコロン(いちろーとせんせい)アコースティックver〜
- 2013年 - 東京カランコロン全国ツアー"ワンマ んツアー2013"
- 2013年 - 東京カランコロン 夏の終わりのワンマ んツアー
- 2013年10月14日 - 東京カランコロンpresents「ワンマ ソフェス 2013」 
  - w/藍坊主 / asobius / あっぱ / アナログフィッシュ / ecke / キュウソネコカミ / KUDANZ / SAKANAMON / シロノワールド / 土岐麻子 meets Schroeder-Headz / 日本松ひとみ/ Pm7 / ザ・プーチンズ / phatmans after school / Predawn / 蜜
- 2014年 - 『5人のエンターテイナー』リリース記念全国ツアー"ワンマ んツアー2014"
- 2014年 - 場違いツアー2014「クラブでワンマ ん」

## 出演イベント
- 2011年10月23日 - TOKYO BOOT UP! 2011
- 2012年02月19日 - タワレコメン vol.2
- 2012年04月28日 - ARABAKI ROCK FEST.12
- 2012年05月13日 - TOKYO BOOTLEG CIRCUIT'12
- 2012年07月14日 - GFB'12
- 2012年09月08日 - BAYCAMP 2012
- 2012年09月09日 - OTODAMA'11-'12 〜音泉魂〜
- 2012年09月16日 - FPP LIVE GO!NEXT10
- 2012年09月22日 - AOMORI ROCK FESTIVAL '12 ～夏の魔物～
- 2012年10月04日,10日,18日,20日 - VINTAGE LEAGUE TOUR 2012 "small change"
- 2012年10月12日 - MINAMI WHEEL 2012 EXTRA -MIDNIGHT EDITION-
- 2012年12月02日 - Czecho No Republic【森の妖精6万匹TOUR】
- 2012年12月30日 - COUNTDOWN JAPAN 12/13
- 2013年01月21日,22日,24日 - SAKANAMON「ワンマ ソツアーだna 〜Wレコ発初上陸編〜」
- 2013年02月02日 - BAYCAMP 201302
- 2013年03月16日 - 広島テレビ開局50年記念・MUSIC CUBE 5th anniversary ユウベル presents MUSIC CUBE 13
- 2013年03月15日 - エンジョイ!春のチェコ・カランコロン祭りー京都編ー
- 2013年03月17日 - MUSIC CUBE 13
- 2013年03月30日 - Czecho No Republic「エンジョイ！春のチェコ祭り」
- 2013年04月16日 - 髭「QUEENS × PAPA!」
- 2013年05月05日 - rockin'on presents JAPAN CIRCUIT vol.51
- 2013年06月02日 - FM802 presents Rockin' Radio! -OSAKAJOH YAON- supported by SPACE SHOWER TV
- 2013年06月22日 - YATSUI FESTIVAL 2013
- 2013年06月30日 - アルカラ presents ネコフェス2013 KUDAKENEKO ROCK FESTIVAL 2013
- 2013年07月20日 - キュウソネコカミ「終電前には終わります」TOUR
- 2013年07月28日 - JOIN ALIVE 2013
- 2013年08月04日 - ROCK IN JAPAN FESTIVAL 2013
- 2013年08月25日 - SEACRET BOX BY OTODAMA ウミガメに乗ってやってきました 〜竜宮城へようこそ！〜
- 2013年09月07日 - BAYCAMP 2013
- 2013年09月07日 - OTODAMA'13〜音泉魂〜
- 2013年09月15日 - New Acoustic Camp 2013
- 2013年09月23日 - スペシャ・ザ・ワールド
- 2013年10月05日 - MEGA★ROCKS 2013
- 2013年10月20日 - JUMPIN' JACK FLASH VOL.2
- 2013年10月24日 - タワーレコード新宿店15周年大感謝祭 怒涛のライブ15連発〜新宿レコメンライブ〜(いちろーとせんせいのみ出演)
- 2013年12月14日 - FACTORY LIVE 1214
- 2013年12月28日 - COUNTDOWN JAPAN 13/14
- 2013年12月29日 - FM802 ROCK FESTIVAL RADIO CRAZY
- 2014年04月05日 - Yuya Tsuji Presents ETERNAL ROCK CITY. 2014
- 2014年04月19日 - SEBASTIAN X presents “TOKYO春告ジャンボリー2014”
- 2014年04月20日 - SCHOOL OF LOCK!新入生歓迎ライブ2014「LIVE OF ROOKIE」
- 2014年04月27日 - ARABAKI ROCK FEST.14
- 2014年04月27日 - The Mirraz「PYRAMID de 427～THE ROAD of the RINGOS〜Tokyo to Osaka〜」
- 2014年05月03日 - かせきさいだぁ presents ハグトンフェス 2014 GWだよ！春の大音楽祭り！
- 2014年05月04日 - VIVA LA ROCK
- 2014年05月05日 - OTOSATA Rock Festival 2014
- 2014年05月09日 - LIVE BURGER vol.10
- 2014年07月12日 - LIVE FACTORY 2014
- 2014年07月13日 - JAPAN'S NEXT vol.3
- 2014年07月18日 - the pillows 25th Anniversary NEVER ENDING STORY "ROCK AND SYMPATHY TOUR"
- 2014年07月21日 - Live Dragon OTODAMA SPECIAL 2014
- 2014年08月03日 - ROCK IN JAPAN FESTIVAL 2014
- 2014年08月09日 - FM802 25th ANNIVERSARY 802GO! SPECIAL MEET THE WORLD BEAT 2014(公演中止)
- 2014年08月17日 - 聖地巡礼!!2014〜夏期講習編〜
- 2014年08月20日 - 東京肴公園 〜うドントウォーリー2014〜
- 2014年08月22日 - JOYFM 30th Anniversary Live POWER OF RADIO Clap Your Hands!!
- 2014年08月23日 - WILD BUNCH FEST. 2014
- 2014年08月24日 - Re:mix 2014
- 2014年08月31日 - a-nation stadium fes.
- 2014年09月06日 - BAYCAMP 2014
- 2014年09月07日 - OTODAMA'14 〜音泉魂〜
- 2014年10月04日 - MEGA★ROCKS 2014
- 2014年10月19日 - 武蔵野大学武蔵野キャンパス 摩耶祭 「ゲスゲスカランコロン。」
- 2014年11月01日 - OOPARTS 2014
- 2014年11月11日 - GLICO LIVE "NEXT" SPECIAL
- 2014年12月 - COUNTDOWN JAPAN 14/15

- 2019年5月19日 - テジナ presents「ハンドパワー」~テジナ×東京カランコロン 60分2マン~ @下北沢 近松

## テレビ出演
- 『ガールズトーク〜十人のシスターたち〜』（2012年11月13日 - 、テレビ朝日、桃の先生役）せんせいのみ。

## ラジオ
- 『ライブビート』（2016年8月28日、NHK-FM）